# Войнюково
Войнюко́во — деревня в Рыбновском районе Рязанской области. Входит в Баграмовское сельское поселение.

## География
Находится в западной части Рязанской области на расстоянии приблизительно 4 км на юго-запад по прямой от железнодорожного вокзала в городе Рыбное.

## История
Известна с XVI века. На карте 1850 года показана как поселение с 27 дворами. В 1897 году здесь (тогда деревня Рязанского уезда Рязанской губернии) было учтено 28 дворов.

## Население
Численность населения: 362 человека (1897), 28 в 2002 году (русские 96 %), 52 в 2010.